# Палливуд
Палливу́д (комбинация двух слов: палестинцы и Голливуд) — термин, предложенный произраильскими организациями, наблюдающими за освещением арабо-израильского конфликта в СМИ, для описания того, что они называют «манипуляцией средствами информации, искажением и прямым обманом палестинцами и другими арабами для того, чтобы выиграть в войне за общественное мнение против Израиля».
В качестве основных примеров приводятся такие инциденты, как съемки спорных обстоятельств смерти Мухаммеда Аль-Дуры и обвинения в использовании СМИ постановочных фотографий при освещении Второй Ливанской войны, также называемые «Хезбалла-вудом».
В частности, этот термин был предложен профессором Бостонского университета Ричардом Ландесом в его документальном фильме, названном «Палливуд: согласно палестинским источникам», в котором он проводит примеры того, что называется «манипуляцией средствами массовой информации».

## Видеофильм Ричарда Ландеса
В 2005 профессор Ричард Ландес представил 18-минутный документальный видеофильм «Палливуд: согласно палестинским источникам». При этом Ландес, как и другие произраильские активисты, считал, что израильское правительство не предпринимает достаточных усилий в противодействии палестинской версии в освещении событий конфликта.
В своем фильме Ландес показывает, что освещение конфликта в основном обеспечивается внештатными палестинскими журналистами, считает, что систематическое манипулирование СМИ (названное им «Палливудом») началось, как минимум, в 1982 году во время 1-й Ливанской войны, и доказывает, что штатные работники СМИ недостаточно критичны к материалам, поставляемым им палестинскими фрилансерами.
В частности, он рассматривает широко известное дело о гибели 12-летнего палестинца Мухаммада аль-Дура во время столкновений в районе перекрестка Нецарим (сектор Газа) 30 сентября 2000 года в начале второй интифады. Кадры были сняты палестинским внештатным оператором и были показаны по каналу телевидения «Франция 2» (англ.) с текстом ветерана франко-израильской журналистики Чарльза Эндерлина, обвиняющим в гибели мальчика Армию обороны Израиля (ЦАХАЛ). При этом сам Эндерлин лично не присутствовал на месте инцидента. Этот эпизод вошёл в заголовки сообщений СМИ по всему миру, ЦАХАЛ подвергся резкой критике, был причинен серьёзный ущерб облику Израиля в глазах мирового общественного мнения.
Ландес подвергает сомнению подлинность съемки, и задает вопрос: «был ли аль-Дура убит вообще», утверждая, что весь этот инцидент был постановкой палестинцев.
В 2008 году французский суд, рассматривая иск канал France 2 против Филиппа Карсенти из службы мониторинга СМИ, сделал вывод, что запись с расстрелом семьи аль-Дура — подделка, но в 2013 году французский суд после пересмотра дела пришел к противоположенному выводу.

### Выводы израильской правительственной комиссии (2013)
Окончательный отчёт правительственной израильской комиссии о расследовании инцидента Израилем, опубликованный 19 мая 2013 года, свидетельствует о том, что Мухаммад аль-Дура не мог быть убит в данном инциденте. Более того, нет доказательств, что он или его отец были даже ранены. В подтверждение этому приводятся многие доказательства, а также множественные нестыковки и ложь в репортаже, показанном по каналу телевидения «Франция 2», например:
1. Каналом «Франция 2» не показаны последние кадры, где видно, что ребёнок поднимает голову и руки, двигает руками и смотрит. Причём эти движения не являются предсмертными, а являются произвольными. Подобные движения ребёнок, раненый тяжело в живот, совершать не может. Ребёнок совершает и прочие движения, невозможные при подобном ранении.
2. У ребёнка в кадре ноги прижаты к животу, и если бы он был ранен в живот, как утверждает «Франция 2», пули должны были пройти через ноги и спину. К таком случае должна была быть видна кровь, пролитая в сторону стены, и пятна крови на стене, чего на самом деле не было.
3. В какой-то момент в кадре появляется что-то похожее на кровь на ноге ребёнка, но далее кровь исчезает из кадров. Кровь не могла исчезнуть, так как пуля, летящая с большой скоростью, раздробила бы кость ноги.
4. Снимки, сделанные СМИ на следующий день, показывают, что есть кровь на месте, где лежал отец, но при этом нет крови там, где лежал ребёнок. При том ранении в живот, которое было по утверждению канала «Франция 2», на месте ребёнка должно было остаться большое количество крови.
5. В критические моменты съёмки камера была расфокусирована, тряслась и перекрывалась. При этом прочие СМИ (как, например, Reuters), находившиеся близко к месту событий, не засняли сцены, где были отец и ребёнок, и которая якобы длилась 45 минут.
6. Абу Рахма (оператор, якобы снимавший инцидент) утверждал, что мальчик истекал кровью 15-20 минут, пока ехала скорая помощь. Однако как было указано ранее — крови ребёнка не было обнаружено. К тому же, никто, кроме этого оператора, больше не заснял скорую помощь, приехавшую на место. В этой же ситуации очень странны заявления доктора, обследовавшего ребёнка в больнице, который заявил, что внутренние органы ребёнка вышли из живота, что опять же странно, так как крови в том мест, где якобы был найден ребёнок, не обнаружено.
7. На кадрах слышен голос Абу Рахмы или другого человека, который кричит: «Ребёнок мертв», в то время, когда ребёнок ещё даже не выглядит раненым.
8. Медицинские заключения, сделанные в больнице Шифа и больнице короля Хусейна в Иордании, которым был передан отец Муххамада — Джамал, полны противоречий и заявлений, которые являются несовместимыми и явно необоснованными. К тому же часть шрамов и ранений были получены Джамалом во время столкновения с палестинцами в 1992 году, после которых Джамал был прооперирован в израильской больнице в 1994 году.
9. Не было обнаружено ни одной пули ни журналистами, ни палестинской полицией, ни в больницах.
10. Место, где якобы погиб Мухаммад и ранен Джамал, было изменено перед приездом журналистов. Кровь, которая не видна на кадрах, снятых Абу Рахмой, появляется вскоре на месте инцидента за земле и бочке. Но и в этом случае кровь появляется под Джамалом, а не его сыном, который якобы был ранен в живот и истекал кровью. Также видно, что был убран камень на бочке, что ещё раз доказывает, что место инцидента было инсценировано.

## Использование термина «Палливуд»
Журналист Рути Блюм пишет в газете «Джерузалем пост», что термин «Палливуд», предложенный Ландесом, относится и к сценам, поставленным палестинцами в присутствии, а часто и при сотрудничестве западных съемочных групп с целью содействия антиизраильской пропаганде под видом новостных сообщений. Сам Ландес также пишет, что «изобрел термин „Палливуд“ для описания постановочных материалов под видом новостей». Кроме инцидента с аль-Дурой, Ландес относит к «Палливуду» взрыв на пляже побережья Газы (2006) и предположительное использование Хамасом нехватки электроэнергии в Газе в течение 2007—2008 гг. (англ.). Согласно Блюм, предъявляя «столь серьёзные обвинения», Ландес заработал «в определенных кругах репутацию создателя правой теории заговора».
Доктор Анат Берко, научный сотрудник «Института международной политики по борьбе с терроризмом», и д-р Эдна Эрез, руководитель отдела уголовного права Иллинойсского университета в Чикаго, называют «Палливудом» («Голливуд Палестинской администрации») «явление изготовления документации о конфликте».
Аналогичные обвинения предъявляли и другие аналитики СМИ, особенно после утверждений о манипуляциях средствами массовой информации в ходе Ливанской войны 2006 года, названных «Хезбалла-вудом» во время войны в Ливане 2006.
Представители аналитического центра канадского «Института Маккензи» по изучению террора, обороны и безопасности считают, что после этих кадров с долгим позированием перед камерой «… становится понятным циничное выражение „Палливуд“ из уст обманутых когда-то (пресс-службами ПНА) журналистов».
Термин «Палливуд» также использовался в связи с делом аль-Дуры в ряде других публикаций и такими консервативными обозревателями как Дэвид Фрум, Мишель Малкин и Мелани Филлипс.
С одной стороны, некоторые источники считают, что

«Демонстрируя миру изуродованные трупы детей, дымящиеся развалины (пусть даже дым фотошопленный), рыдающих женщин в чёрном и могучих страдающих „спасателей“ в зелёных касках для Reuters и в чёрных майках для AP, Хизбалливуд и „Палливуд“ решают сразу несколько насущных задач, — повышают сочувствие к себе в мире и привлекают новых сторонников».

Другие считают, что

«… мы видели случаи, когда случайно упавшие с носилок тела погибших палестинцев на носилках, вдруг самостоятельно подымались (с земли). Мы видели сообщения о массовых убийствах в Дженине в 2002 году, которые, после независимого расследования, оказались значительно преувеличенными. Излишне говорить, что такие эпизоды не внушают доверия к последующим заявлениям палестинцев, по крайней мере, до тех пор, пока они не проверены».